# Katharina Prager
Katharina Prager (geb. 13. Februar 1979 in Wien) ist eine österreichische Zeithistorikerin, Kulturwissenschaftlerin und Karl-Kraus-Forscherin. Sie ist stellvertretende Direktorin der Wienbibliothek im Rathaus, wo sie den Bereich Forschung und Partizipation leitet.

## Leben
Katharina Prager studierte Theater-, Film und Medienwissenschaft und Geschichte an der Universität Wien, wo sie sich 2005 mit einer Monographie zu Salka Viertel promovierte. 2016 promovierte sie neuerlich, diesmal am Institut für Zeitgeschichte der Universität Wien bei Oliver Rathkolb, mit einer Monographie zu Berthold Viertel, in der sie sich mit Viertels autobiografischer Praxis und seinen Re- und Dekonstruktionen von kollektiver Erinnerung an ein „anderes“ Wien um 1900 auseinandersetzt, die ein Gegenbild zu den idealisierenden Darstellungen seines Freundes Stefan Zweig entwarfen. Sie setzt Viertels Erinnerungen an „kritische Modernität“ mit der Forschung zur Wiener Moderne in Beziehung und bündelt diese zu 15 biographischen Erinnerungsorten. Als gedruckte Monographie wurde die Arbeit 2016 mit dem Michael Mitterauer-Preis und 2017 mit dem Jubiläumspreis des Böhlau Verlages Wien ausgezeichnet. Prager arbeitete unter anderem an der Donau-Universität Krems, am Institut für Zeitgeschichte (Universität Wien), am Institut für den Donauraum und Mitteleuropa und am Ludwig Boltzmann Institut für Geschichte und Theorie der Biographie. Seit 2020 ist sie an der Wienbibliothek im Rathaus angestellt.
Prager publiziert Artikel und Bücher zum Thema Life Writing (mit Fokus auf Gender und Digitalisierung), zur Frauen- und Geschlechtergeschichte, zu Exil und Migration und zu Wien 1900 (Schwerpunkte bei Karl Kraus und Berthold Viertel).

## Kraus-Nachlass
Von 2012 bis 2018 realisierte sie am Ludwig Boltzmann Institut für Geschichte und Theorie der Biographie sowie an der Wienbibliothek im Rathaus ein Projekt, das eine Neuordnung des Karl-Kraus-Archivs zum Ziel hatte und umfangreiche Materialien zu Kraus als Vorleser sowie zu Kraus vor Gericht auf der Plattform Karl Kraus Online zugänglich machte. Am Ludwig Boltzmann Institute for Digital History leitete sie auf dieser Grundlagenarbeit aufbauend das FWF-Projekt Intertextualität in den Rechtsakten von Karl Kraus. Eine wissenschaftliche digitale Edition.

## Werke

### Monographien
- Berthold Viertel (1885–1953) – Eine Biographie der Wiener Moderne. Wien/Köln/Weimar: Böhlau 2018.
- „Ich bin nicht gone Hollywood!“ Salka Viertel – ein Leben in Theater und Film. Wien: Braumüller 2007.

### Herausgeberschaft (Auswahl)
- (mit Bernhard Hachleitner, Alfred Pfoser und Werner Michael Schwarz) Die Zerstörung der Demokratie. Wien/Salzburg: Residenz 2023
- (mit Simon Ganahl – unter Mitarbeit von Isabel Langkabel und Johannes Knüchel) Karl Kraus-Handbuch. Leben – Werk – Wirkung. Berlin: Metzler 2022
- Karl Kraus: Rechtsakten der Kanzlei Oskar Samek. Wissenschaftliche Edition. Hrsg. v. Johannes Knüchel und Isabel Langkabel, auf Grundlage der Vorarbeiten Katharina Pragers, unter Mitarbeit von Laura Untner, Andrea Ortner, Ingo Börner und Vanessa Hannesschläger, 2022
- (mit Irene Messinger) Doing Gender in Exile. Geschlechterverhältnisse, Konstruktionen und Netzwerke in Bewegung. Münster: Westfälisches Dampfboot 2019
- (mit Johanna Gehmacher und Klara Löffler) Biografien und Migrationen, Österreichische Zeitschrift für Geschichtswissenschaften (ÖZG 29/2018/3). Innsbruck: Studienverlag 2018
- Geist versus Zeitgeist: Karl Kraus in der Ersten Republik. Wien: Metro 2018
- (mit Wolfgang Straub) Bilderbuch-Heimkehr? Remigration im Kontext. Wuppertal: Arco 2017

### Aufsätze (Auswahl)
- Rückblicke auf den Verlust der Demokratie, in: Bernhard Hachleitner, Alfred Pfoser, Katharina Prager and Werner Michael Schwarz (Hg.): Die Zerstörung der Demokratie. Österreich, März 1933 bis Februar 1934. Wien/Salzburg: Residenz 2023, S. 306–311.
- Nachwort, in: Paul Zifferer: Die Kaiserstadt. Stuttgart: Reclam 2023, S. 365–388.
- Herkunft, in: Katharina Prager/Simon Ganahl (Hg.): Karl Kraus-Handbuch. Leben – Werk – Wirkung. Stuttgart: Metzler 2022, S. 9–28.
- Editing a Scholarly Persona in the New Field of Women’s History – Gerda Lerner’s Integrations and Taboos, in: Johanna Gehmacher / Kirsti Niskaanen / Katharina Prager: When Does the Genius do the Chores? Knowledge, Auto/Biography and Gender, Special Issue of the European Journal of Life Writing.
- (mit Anita Eichinger) We Are Needed More Than Ever: Cultural Heritage, Libraries and Archives, in: Hannes Werthner / Erich Prem / Edward A. Lee / Carlo Ghezzi (Hrsg.): Perspectives on Digital Humanism. Heidelberg: Springer 2022, S. 109–114.
- Salka Viertel und the Gendered Invisibility of Cultural Mediation, in: Susanne Korbel und Philipp Strobl (Hrsg.): Cultural Translation and Knowledge Transfer on Alternative Routes of Escape from Nazi Terror. New York / London: Routledge 2022, S. 66–82.
- Les Enfants Terribles – Ideen zu Sexualität und Geschlecht um Oskar Kokoschka, in: Régine Bonnefoit / Bernadette Reinhold (Hrsg.), Oskar Kokoschka – neue Einblicke und Perspektiven, Berlin: De Gruyter 2021, S. 206–243.
- Adelheid Popps (fest-)geschriebenes Leben, in: Adelheid Popp: Die Jugend einer Arbeiterin. Hrsg. v. Sibylle Hamann / Renner-Institut. Wien: Picus 2019, S. 15–32.

## Auszeichnungen
- 2017: Jubiläumspreis des Böhlau Verlages Wien[10]
- 2016: Michael Mitterauer-Preis für Gesellschafts-, Kultur- und Wirtschaftsgeschichte